# Dattātreya
Dattâtreya (sanskrit : दत्तात्रेय, Dattātreya : « donné » (datta) — « fils d'Atri » (atreya)) est un rishi (« sage »), et une divinité hindoue en tant qu'avatar de Vishnou, et c'est ainsi qu'il incarne aussi la trimūrti, trinité composée de Brahmā, Vishnou et Shiva.

## Biographie et symbolique
Le nom « Dattâtreya » signifie « donné » (datta) — « fils d'Atri » (atreya), c'est-à-dire « issu d'Atri ». Atri est un sage (rishi) qui est aussi le père de Dattatreya. Encore jeune garçon, ce dernier quitta son foyer familial pour chercher l'Absolu, vivant nu et se comportant comme un fou. Il vivait sur les bords de la Narmadā. Il est le patron des lettrés (paṇḍit),.
Il est toujours représenté avec quatre chiens qui symbolisent les quatre Védas. Il est cité dans des textes parmi les plus anciens de l'hindouisme, notamment les Upanishads, le Mahabharata, le Ramayana et certains Purana.

Le Bhagavata Purana (Srimad Bhagavatam, Livre XI) mentionne vingt-quatre gurus (« maîtres ») qui, selon la tradition hindoue, furent ses maîtres :
1. La terre
2. l'air
3. l'espace ou éther
4. l'eau
5. le feu (Agni)
6. le soleil
7. la lune
8. un cobra
9. un pigeon
10. l'océan
11. un papillon-mite
12. une abeille
13. un éléphant
14. un ours
15. un daim
16. un poisson
17. un martin-pêcheur
18. un enfant
19. une jeune fille
20. Pingala la prostituée, courtisane
21. un forgeron
22. un serpent
23. une araignée
24. une guêpe.

Dattâtreya est lui-même supposé avoir eu seize avatars.

## Culte
Il est célébré au cours du mois de kārttika (sous le nom de Guru Datta). Mais sa fête anniversaire a lieu durant le mois de mārgashīrsha, lors de la Pakayajna (en), fête durant laquelle on offre de la nourriture cuite. Un sanctuaire lui est consacré sur le mont Gurushikhara (le « mont du Guru » — c'est-à-dire de Dattâtreya) dans la chaîne des Aravalli (Rajasthan), et on y voit aussi un autre temple consacré, lui, à sa mère, Anasuya.
Par ailleurs, il est vénéré au Mahârâshtra, où il est vu comme l'incarnation de la trimūrti, et associé à la plante udumbara.

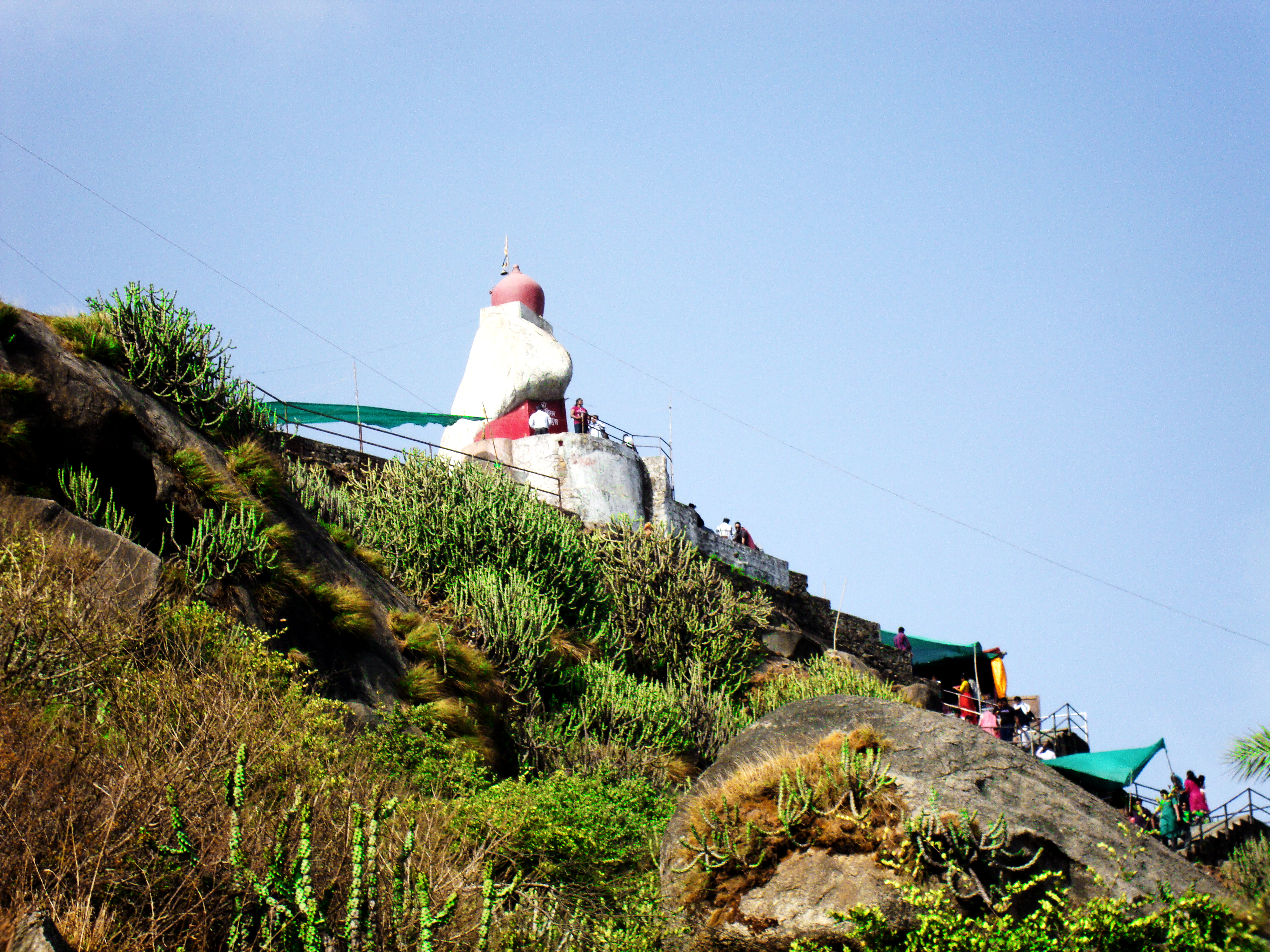
Construction au sommet du Gurushikar (qui culmine à 1722 m), faisant partie du sanctuaire de Dattâreya. C'est là que l'on vénère les empreintes de pas qu'il a laissées.

## Œuvre
On lui attribue deux œuvres majeures:  l'Avadhuta Gita, qui serait une distillation de sa pensée et qui est profondément lié à l'advaïta védanta, ainsi que le Tripurā Rahāshaya (« La doctrine secrète de la déesse Tripura »). Selon Michel Hulin la Tripurā Rahāshaya appartient à la littérature tantrique ou shaktique — le shaktisme étant un courant du tantrisme privilégiant la forme féminine de l'Absolu. Mais contrairement au genre de la littérature tantrique, on n'a pas affaire ici au dialogue entre le Seigneur Suprême et la Déesse (qui est sa Parèdre) mais à une discussion — entremêlée de récits — entre un maître humain, Dattâreya, et son disciple Parashurâma. Mais ce sont là, selon M. Hulin, de « de pures figures mythologiques, au demeurant très célèbres ».
La Dattatreya Upanishad (en), qui porte le numéro 101 et fait partie du corpus des upaniṣad mineures, section des « Upaniṣad.s de Shiva », lui est aussi attribuée.